# Iveta Černá
Iveta Černá (* 21. září 1963 Brno) je česká teoretička a historička architektury, od roku 2002 ředitelka vily Tugendhat.

## Život
Narodila se v Brně 21. září 1963. Vyrůstala podle vlastních slov ve „stavařské“ rodině v Masarykově čtvrti. V letech 1982–1987 vystudovala architekturu na Fakultě architektury Vysokého učení technického v Brně a posléze také dějiny umění na Filozofické fakultě Masarykovy univerzity.
V letech 1987 až 2002 působila jako garantka architektury 20. století v Národním památkovém ústavu (NPÚ) v Brně a zaměřovala se na meziválečnou architekturu. Již tehdy pracovala mimo jiné na zapsání vily Tugendhat coby památky meziválečné funkcionalistické architektury do seznamu světového dědictví UNESCO, k němuž došlo v prosinci 2001.
V roce 2002 se stala ředitelkou zmíněné vily pod správou Muzea města Brna (MMB), kde mimo jiné zřídila Studijní a dokumentační centrum. O deset let později byla pod jejím vedením dokončena kompletní rekonstrukce vily, označená organizací Docomomo International za jednu z nejlepších rekonstrukcí světové moderní architektury. Sama Černá se již dříve v době působení v NPÚ stala členkou této mezinárodní organizace pro ochranu památek moderní architektury a v roce 2012 také zakládající členkou celosvětové sítě Iconic Houses, sdružující výjimečné obytné stavby světové architektury 20. století.
Vedle samotného řízení pobočky MMB se dále věnovala vědě a výzkumu v oblasti architektury 20. století a památkové péče, podílela se na řadě publikací, zejména, ne však výhradně o vile Tugendhat.
V únoru 2015 jí byla udělena Cena města Brna pro rok 2014 v oblasti architektury a urbanismu.